# Civitio
El civitio es el sentimiento de pertenencia a una comunidad, el vínculo que une a los miembros que la forman compartiendo una misma identidad. Mediante el civitio, el ser humano convive en comunidades heterogéneas de individuos dispares unidos por unos mismos valores, afectos y cultura propia. El civitio forma parte de la conciencia de pertenecer a una colectividad y de las diferencias específicas. No se debe confundir con el concepto de topofilia que es el sentimiento de pertenencia al lugar donde se habita, a diferencia del civitio que es el lazo que integra a la persona con la comunidad. Ambas nociones afectivas suelen presentarse tan unidas que pueden llegar a confundirse, pero una es geográfica y la otra social.

## Origen
Etimológicamente, civitio proviene de la raíz latina cīvis ("ciudadano") que da lugar a cīvitās ("comunidad de ciudadanos") y del sufijo -iō ("característico de").  Define el nexo afectivo de los grupos de personas con intereses comunes que vivían en comunidades con derechos romanos, o en mūnicipia (comunidades autónomas) que gobernaban sus propios asuntos locales en un área particular dentro de una sociedad más grande.
Ya en la Grecia clásica algunos filósofos estudiaron la naturaleza y virtudes del κοινοτική αγάπη ("amor a la comunidad") como fuerza que une a los vecinos de un lugar. Sus observaciones partían de la importancia familiar frente a otros vínculos sociales. El parentesco de sangre enlaza a los miembros de la familia, pero el civitio que vincula con firmeza a los integrantes de una comunidad es la identidad grupal con el paisaje, su historia y sus rituales propios .
Empédocles destacó una visión particular a través de su postulación de las fuerzas espirituales Amor y Discordia (Eros y Eris), vinculando el civitio o sentir de pertenencia con el afecto que reconforta al guerrero cuando está lejos del hogar.
En el pensamiento de Aristóteles aparece como un peligro la desaparición del civitio en las ciudades a medida que van creciendo en población. Para este filósofo, la convivencia con extraños supone una pérdida de los vínculos civíticos que acaban diluidos en el anonimato irreconocible. Por ello, concluye que para que el amor a los vecinos se mantenga vivo y pueda legarse a las futuras generaciones, es preciso que los miembros de una comunidad sientan la concomitancia que los protege del desarraigo, destacando que cada ciudadano debe participar en la tareas comunitarias, e insiste en la importancia de la educación para mantener y mejorar una vida digna y libre.

## Aspectos sociales y culturales
En las construcciones conceptuales del pensamiento del siglo XIX aparece el término civitio alrededor de dos polos semánticos, según procedan de una aproximación culturalista o histórica. En el primer caso, son los aspectos psicosociológicos los que destacan, mientras que en el segundo su centro es la dimensión antropológica. Una discusión clásica versa sobre el origen de las comunidades, concebidas como agrupamientos naturales o como el producto de procesos históricos.
Los movimientos migratorios internacionales adquieren nuevas relaciones civíticas que tienen que ver con el proceso de globalización marcando la vida de las personas en su cotidianeidad. Así, las identidades, sentidos de pertenencia y comunidades se construyen en base a parámetros locales, nacionales pero también transnacionales. Aun cuando la mayoría de los procesos y las entidades que se encuentran en el interior de lo nacional son nacionales, cada vez existen más casos de localización de lo global.
La cultura de las comunidades locales, enriquecida con la diversidad etnográfica, genera nuevos civitios que influyen en el modelado del paisaje humano, la organización del espacio y el cambio ambiental. Los problemas para la existencia de la movilidad de la población y para la coexistencia de grupos sociales de procedencia diversa no son económicos ni políticos, ya que frecuentemente los inmigrantes son una fuerza laboral que se necesita y los países tienen mecanismos para incorporarlos. Los problemas están a veces relacionados con el racismo y la xenofobia, pero son, sobre todo, problemas de identidad, es decir, de carácter cultural.
La globalización tecnológica, con las grandes redes sociales uniformadoras del pensamiento, puede suponer un peligro para la supervivencia del afecto civítico en pequeñas comunidades. Su impacto en las relaciones personales amenaza con estimular la pérdida de la identidad local. Solo la incipiente aparición de comunidades digitales de funcionamiento democrático, independiente y autónomo puede mantener el civitio como nexo del vecindario en pequeñas poblaciones rurales.
En ocasiones, la identidad y sentimientos de pertenencia exponen una ligazón con el lugar donde se vive manifestando el civitio del entorno. Es donde se establecen las interrelaciones culturales y se tienen las experiencias más significativas. Estos sitios vividos, con sus características, configuran la identidad de las personas que le acaban otorgando valores de arraigo positivos (topofílicos) o negativos y de rechazo (topofóbicos).
Todo grupo social tiende a desarrollar una fuerza de conservación, una consistencia, independiente de los motivos aglutinantes que actuaron en su origen. Sin el civitio que poseen una vez constituidas, las comunidades verían peligrar su permanencia de manera imprevisible. La conservación de la unidad se verifica mediante diversos factores positivos y negativos. Las estructuras sociales y culturales pueden llegar a tener una vida propia mediante la conciencia colectiva cuya capacidad creativa trasciende el pensamiento individual en solitario.

## Impacto de la globalización y redes sociales
La globalización y el auge de las redes sociales virtuales han transformado profundamente la naturaleza de las comunidades y su civitio en el siglo XXI. Por un lado, la globalización ha facilitado la formación de comunidades transnacionales, que comparten intereses y valores más allá de las fronteras geográficas. Grupos dispersos geográficamente pueden ahora conectarse e identificarse como una comunidad en línea. Sin embargo, algunos autores argumentan que estas conexiones "débiles" en línea no pueden reemplazar los vínculos fuertes basados en interacciones frecuentes en persona.
La globalización, con su promesa de unir a las naciones y a las personas, ha traído consigo una complejidad que oscurece los principios éticos fundamentales. En este contexto, el civitio se enfrenta a desafíos sin precedentes, ya que la tiranía de la economía global y la búsqueda del beneficio pueden socavar los valores que hacen posible una vida civilizada. La democracia puede convertirse en un concepto vacío cuando las bases éticas ceden ante minorías despóticas que expresan su voluntad de dominio a través de formas como el fundamentalismo religioso, la lucha de clases o el nacionalismo extremo. Para evitarlo, el civitio debe brillar como un faro de humanidad, guiándonos hacia una civilización que honre la dignidad y la valía de cada persona. La globalización ofrece oportunidades para una mayor comprensión y empatía entre las culturas, y la virtud civítica es una guía vital para nuestro futuro.
Las redes sociales globales también exponen a los usuarios a una amplia gama de influencias culturales, que podrían debilitar el apego a las tradiciones e identidades locales. La inmersión en redes globales podría correlacionarse con una menor participación en actividades comunitarias presenciales y organizaciones locales. Varios estudios sugieren que el uso intensivo de redes sociales se asocia con menores niveles de cohesión comunitaria y satisfacción con la vida. Sin embargo, otros autores argumentan que el impacto de las redes globales depende de cómo se usen. Las redes sociales también pueden fortalecer los vínculos locales, facilitando la conexión entre miembros de una comunidad presencial. Las interacciones en línea pueden complementar y amplificar las relaciones presenciales, en lugar de reemplazarlas. Las redes sociales son herramientas que pueden utilizarse para fines tanto globales como locales. Si bien la globalización ha generado nuevas formas de pertenencia comunitaria más allá de lo local, las redes sociales pueden tener efectos ambiguos en el civitio. Depende de cómo las comunidades y los individuos negocien las influencias globales y utilicen las herramientas de conexión. Las interacciones presenciales y los vínculos fuertes siguen siendo fundamentales para la cohesión comunitaria. Las comunidades locales continúan definiendo el sentido de identidad y pertenencia para muchas personas.
El desarrollo de la inteligencia artificial generativa añade una nueva dimensión a estas transformaciones. Según Yuval Noah Harari, en su obra Nexus: Una breve historia de las redes de información desde la Edad de Piedra hasta la IA (2024), los relatos han sido fundamentales a lo largo de la historia para conectar a los seres humanos. Estos relatos permiten construir entidades intersubjetivas, como naciones, religiones o culturas, que aunque existen únicamente en la mente colectiva de las personas, tienen un impacto real en sus acciones y decisiones.
La IA puede producir narrativas que actúan como herramientas poderosas para unir a individuos desconocidos, generando conexiones ilimitadas. Esto no solo refuerza el sentimiento de civitio, sino que también amplía su alcance, al facilitar la construcción de relaciones que trascienden las barreras geográficas y culturales.
Harari destaca que el impacto de la inteligencia artificial en el civitio radica en su capacidad para multiplicar y diversificar los relatos que fundamentan las relaciones humanas, consolidando la cooperación entre personas mediante nuevas formas de identidad colectiva. Sin embargo, esta capacidad también plantea desafíos éticos, como el riesgo de manipulación de las narrativas y su influencia en las identidades locales.

## Civitio y educación
La educación es un elemento fundamental en la formación y consolidación del civitio dentro de una comunidad. A través de los procesos educativos, los individuos adquieren conocimientos sobre la historia, los valores y la cultura de su comunidad, lo que fortalece su sentido de pertenencia y su identidad colectiva. Este aprendizaje no solo se limita a la adquisición de información, sino que también implica la internalización de un conjunto de normas y comportamientos que refuerzan la cohesión social y la solidaridad entre los miembros de la comunidad.
En el contexto de la educación formal, como las escuelas y universidades, se puede contribuir al civitio mediante la enseñanza de la historia y la cultura local o regional. Los currículos que incorporan estos elementos permiten a los estudiantes comprender y valorar su lugar dentro de la comunidad. Además, las actividades educativas que promueven la participación cívica, como el servicio comunitario o los proyectos de aprendizaje y servicio, pueden reforzar el civitio al permitir a los estudiantes contribuir de manera tangible a su comunidad y experimentar directamente el impacto de su participación. La educación no formal e informal también juega un papel crucial en el civitio. Las familias, los grupos de amigos, los clubes y las organizaciones comunitarias pueden transmitir valores y tradiciones, y fomentar un sentido de pertenencia. Las historias compartidas, las celebraciones y los rituales pueden ayudar a los individuos a sentirse conectados a su comunidad y a entender su papel dentro de ella. Estos procesos informales de aprendizaje son esenciales para la construcción de la identidad colectiva y la cohesión social.
En la era digital, la educación en línea también puede desempeñar un papel en el civitio. Las plataformas de aprendizaje permiten a los miembros de una comunidad aprender juntos, a pesar de la distancia. Además, las comunidades pueden generar su propio sentido de civitio, a medida que los estudiantes colaboran y se apoyan mutuamente. Estas nuevas formas de aprendizaje pueden ofrecer oportunidades para la formación de nuevas comunidades y la expansión del civitio más allá de los límites geográficos tradicionales. La formación a través de internet es una herramienta poderosa para fomentar el civitio colaborativo, donde los individuos pueden conectar con su comunidad, entender su lugar dentro de ella y contribuir a su bienestar y desarrollo. La educación, en todas sus formas, es esencial para la construcción y mantenimiento de comunidades fuertes y cohesivas.